# Operatunneln
Operatunneln (norska: Operatunnelen) är ett tunnelsystem för stadsmotorvägar under Oslos centrum mellan Filipstad i väster och Ryen i öster. Tunneln består av fyra delar som byggts vid olika tidpunkter. Från väst till öster ligger Festningstunneln och Bjørvikatunneln, som är en del av Europaväg E18, samt Ekebergstunneln och Svartdalstunneln, som utgör en gren av Europaväg E6. Den skyltade längden är 5 767 m och tunnlarna har en sammanlagd längd på 15 938 m.
Tunneln öppnades den 20 september 2010 när Bjørvikatunneln öppnades och alla tunnlar slogs samman till Operatunnelkomplexet.
- Festningstunneln öppnade 1990.
- Ekebergstunneln öppnade 1995.
- Svartdalstunneln öppnade år 2000.
- Bjørvikatunneln/Operatunneln invigdes officiellt av kung Harald V den 17 september 2010.